# Élections générales albertaines de 1944
L'élection générale albertaine de 1944 eut lieu le 8 août 1944 afin d'élire les députés de l'Assemblée législative de l'Alberta.

## Résultats
| Parti                      | Parti                   | Chef        | # de candidats | Sièges | Sièges | Sièges  | Voix    | Voix    | Voix    |
| Parti                      | Parti                   | Chef        | # de candidats | 1940   | Élus   | % Diff. | #       | %       | % Diff. |
| -------------------------- | ----------------------- | ----------- | -------------- | ------ | ------ | ------- | ------- | ------- | ------- |
|                            | Crédit social           |             | 57             | 36     | 51     |         | 146 367 | 51,88 % |         |
|                            | Indépendant             | Indépendant | 36             | 19     | 3      |         | 47 239  | 16,75 % |         |
|                            | Commonwealth coopératif |             | 57             | -      | 2      |         | 70 307  | 24,92 % |         |
|                            | Veterans & Active Force |             | 1              | *      | 1      | *       | 3 532   | 1,25 %  | *       |
|                            | Ouvrier progressiste1   |             | 30             | -      | -      | -       | 12 003  | 4,26 %  |         |
|                            | Labour United           |             | 1              | *      | -      | *       | 1 788   | 0,63 %  |         |
|                            | Single Tax              |             | 1              | *      | -      | *       | 480     | 0,17 %  | *       |
|                            | Farmer's Labour         |             | 1              | *      | -      | *       | 390     | 0,14 %  | *       |
| Total                      | Total                   | Total       | 184            | 57     | 57     | -       | 282 106 | 100 %   |         |
| Source : Elections Alberta |                         |             |                |        |        |         |         |         |         |

Notes :
* N'a pas présenté de candidats lors de l'élection précédente
1 Comparé avec les résultats du Parti communiste dans l'élection précédente